# Kobyłeckie
Kobyłeckie (ukr. Кобелецьке, Kobyłećke) – wieś na Ukrainie w hromadzie tywriwskiej, rejonie winnickim obwodu winnickiego.